# Fußball-Club 08 Homburg/Saar 1976-1977
Questa voce raccoglie le informazioni riguardanti il Fußball-Club 08 Homburg/Saar nelle competizioni ufficiali della stagione 1976-1977.

## Stagione
Nella stagione 1976-1977 l'Homburg, allenato da Uwe Klimaschefski, concluse il campionato di 2. Bundesliga al 4º posto. In Coppa di Germania l'Homburg fu eliminato agli ottavi di finale dal Colonia.

## Rosa
| N. |                     | Ruolo | Calciatore         |
| -- | ------------------- | ----- | ------------------ |
|    | Serbia (bandiera)   | P     | Bratislav Đorđević |
|    | Germania (bandiera) | P     | Fritz Herrndorf    |
|    | Germania (bandiera) | P     | Gregor Quasten     |
|    | Germania (bandiera) | D     | Peter Czernotzky   |
|    | Germania (bandiera) | D     | Horst Ehrmantraut  |
|    | Germania (bandiera) | D     | Gerhard Figlus     |
|    | Germania (bandiera) | D     | Rainer Koch        |
|    | Germania (bandiera) | D     | Udo Leunissen      |
|    | Germania (bandiera) | D     | Albert Müller      |
|    | Germania (bandiera) | C     | Dieter Bartel      |
|    | Germania (bandiera) | C     | Harald Diener      |

| N. |                      | Ruolo | Calciatore        |
| -- | -------------------- | ----- | ----------------- |
|    | Germania (bandiera)  | C     | Heinz Koch        |
|    | Germania (bandiera)  | C     | Herbert Ney       |
|    | Italia (bandiera)    | C     | Giovanni Nicastro |
|    | Germania (bandiera)  | C     | Gerhard Pankotsch |
|    | Danimarca (bandiera) | C     | Jesper Petersen   |
|    | Germania (bandiera)  | C     | Gerd Schwickert   |
|    | Perù (bandiera)      | A     | Julio Baylón      |
|    | Germania (bandiera)  | A     | Bernd Detterer    |
|    | Germania (bandiera)  | A     | Stefan Koch       |
|    | Germania (bandiera)  | A     | Manfred Lenz      |
|    | Germania (bandiera)  | A     | Karlheinz Vogt    |

## Organigramma societario
Area tecnica
- Allenatore: Uwe Klimaschefski
- Allenatore in seconda:
- Preparatore dei portieri:
- Preparatori atletici:

## Calciomercato

### Sessione estiva
| Acquisti | Acquisti         | Acquisti           | Acquisti |
| R.       | Nome             | da                 | Modalità |
| -------- | ---------------- | ------------------ | -------- |
| A        | Julio Baylón     | Fortuna Colonia    |          |
| D        | Peter Czernotzky | Fortuna Düsseldorf |          |
| C        | Gerd Schwickert  | Magonza            |          |
| A        | Karlheinz Vogt   | VfR Bürstadt       |          |

| Cessioni | Cessioni         | Cessioni  | Cessioni |
| R.       | Nome             | a         | Modalità |
| -------- | ---------------- | --------- | -------- |
| C        | Reinhard Ziegler | Pirmasens |          |
| C        | Gerd Müller      | Göttingen |          |

### Sessione invernale
| Acquisti | Acquisti      | Acquisti     | Acquisti |
| R.       | Nome          | da           | Modalità |
| -------- | ------------- | ------------ | -------- |
| C        | Dieter Bartel | Schwenningen |          |

| Cessioni | Cessioni | Cessioni | Cessioni |
| R.       | Nome     | a        | Modalità |
| -------- | -------- | -------- | -------- |

## Risultati

### 2. Bundesliga

#### Girone di andata
| Arbitro: | Ferro |

|  |           |                   |
|  | Marcatori | 21’, 28’ Detterer |

| Arbitro: | Föckler |

|                          |           |  |
| Diener 52’ Leunissen 83’ | Marcatori |  |

| Arbitro: | Dellwing |

|                                                |           |  |
| Trimhold 32’ Metzler 50’, 84’ Engel 75’ (rig.) | Marcatori |  |

| Arbitro: | Huster |

|                                      |           |               |
| Diener 32’, 33’, 46’ Ehrmantraut 64’ | Marcatori | 79’ Weinkauff |

| Arbitro: | Blum |

|            |           |                     |
| Breuer 85’ | Marcatori | 51’ Diener 68’ Koch |

| Arbitro: | Haselberger |

|               |           |                  |
| Lenz 17’, 35’ | Marcatori | 90’ (rig.) Unger |

| Arbitro: | Schumann |

|                                    |           |                              |
| Lindemann 20’ Drexler 30’ Koch 65’ | Marcatori | 11’ Lenz 48’ Diener 80’ Vogt |

| Arbitro: | Röder |

|                                                              |           |  |
| Diener 14’ Michelberger 40’ (aut.) Nicastro 41’, 56’ Ney 60’ | Marcatori |  |

| Arbitro: | Linn |

|                        |           |              |
| Schneider 59’ Ritz 72’ | Marcatori | 84’ Petersen |

| Arbitro: | Aldinger |

|                                                 |           |  |
| Lenz 12’, 47’, 88’ Diener 32’ Baylón 61’ (rig.) | Marcatori |  |

| Arbitro: | Messmer |

|                                                    |           |            |
| Förster 11’ Hitzfeld 18’, 61’ Elmer 51’ Martin 68’ | Marcatori | 73’ Diener |

| Arbitro: | Ulm |

|                         |           |           |
| Detterer 21’ Diener 36’ | Marcatori | 90’ Theis |

| Arbitro: | Hontheim |

|               |           |                 |
| Diener 4’, 6’ | Marcatori | 57’ Hohenwarter |

| Arbitro: | Karr |

|             |           |  |
| Hartwig 65’ | Marcatori |  |

| Arbitro: | Seith |

|                           |           |  |
| Lenz 3’, 68’ Nicastro 77’ | Marcatori |  |

| Arbitro: | Wohlfarth |

|                         |           |                 |
| Nüssing 63’ Stocker 65’ | Marcatori | 47’ Ehrmantraut |

| Arbitro: | Ferro |

|                                          |           |  |
| Lenz 29’ Ney 32’ Nicastro 38’ Diener 78’ | Marcatori |  |

| Kassel 4 dicembre 1976 18ª giornata | Baunatal | 0 – 0 referto | Homburg | Auestadion (8 000 spett.)\| Arbitro: \| Clajus \| |
| Arbitro:                            | Clajus   |               |         |                                                   |

| Arbitro: | Karr |

|          |           |  |
| Lenz 86’ | Marcatori |  |

#### Girone di ritorno
| Arbitro: | Nickel |

|                                 |           |             |
| Nicastro 27’ Pankotsch 58’, 72’ | Marcatori | 39’ Schlief |

| Arbitro: | Linn |

|                                                |           |                                            |
| Holoch 18’, 80’ (rig.) Müller 22’ Schairer 64’ | Marcatori | 52’ Ehrmantraut 54’ (rig.) Lenz 57’ Diener |

| Arbitro: | Fleischer |

|                                                          |           |                       |
| Lenz 28’, 46’ Detterer 62’ Pankotsch 63’, 68’ Diener 83’ | Marcatori | 25’ Engel 64’ Hofmann |

| Arbitro: | Clajus |

|             |           |              |
| Rudloff 81’ | Marcatori | 4’, 47’ Lenz |

| Arbitro: | Brückner |

|                               |           |                |
| Diener 30’ Pankotsch 59’, 67’ | Marcatori | 24’ Milardovic |

| Arbitro: | Scheffner |

|                                |           |  |
| Unger 38’ Hilkes 53’ Grimm 77’ | Marcatori |  |

| Arbitro: | Schumann |

|                                                        |           |  |
| Petersen 18’ Lenz 30’ (rig.) Schwickert 38’ Figlus 82’ | Marcatori |  |

| Arbitro: | Ermer |

|                   |           |         |
| Crnjanin 21’, 41’ | Marcatori | 61’ Ney |

| Arbitro: | Hellwig |

|                                                |           |                        |
| Lenz 22’ Ney 40’ Ehrmantraut 52’ Leunissen 71’ | Marcatori | 20’ Heck 88’ Schneider |

| Arbitro: | Haselberger |

|                                    |           |                     |
| Aumeier 5’ (rig.), 82’ Beichle 89’ | Marcatori | 44’ Lenz 85’ Baylón |

| Arbitro: | Clajus |

|                         |           |              |
| Lenz 6’, 88’ Baylón 29’ | Marcatori | 30’ Hitzfeld |

| Arbitro: | Huster |

|                                       |           |         |
| Blechschmidt 47’ Seiler 62’ Theis 69’ | Marcatori | 49’ Ney |

| Arbitro: | Dellwing |

|                                       |           |                     |
| Martin 73’ Hohenwarter 78’ Paulus 80’ | Marcatori | 10’ Diener 89’ Lenz |

| Arbitro: | Schmoock |

|                     |           |  |
| Diener 35’ Lenz 58’ | Marcatori |  |

| Arbitro: | Quindeau |

|                          |           |                                  |
| Fichtner 23’ Lippert 75’ | Marcatori | 7’, 46’ Diener 17’ (aut.) Achatz |

| Arbitro: | Scheffner |

|  |           |                                     |
|  | Marcatori | 21’, 68’, 71’ Živaljević 89’ Sommer |

| Arbitro: | Hontheim |

|              |           |            |
| Emmerich 60’ | Marcatori | 14’ Figlus |

| Arbitro: | Fleischer |

|                                         |           |            |
| Müller 57’ Lenz 80’ (rig.) Detterer 90’ | Marcatori | 32’ Bliska |

| Arbitro: | Brückner |

|  |           |                |
|  | Marcatori | 83’ Schwickert |

### Coppa di Germania
| Arbitro: | Hontheim |

|                            |           |                |
| Ziegler 7’ Lenz 63’ (rig.) | Marcatori | 11’ Schymetzek |

| Arbitro: | Eschweiler |

|              |           |  |
| Nicastro 54’ | Marcatori |  |

| Arbitro: | Roth |

|  |           |                                                                      |
|  | Marcatori | 2’, 87’ Lenz 12’ Nicastro 22’ Ehrmantraut 36’ Detterer 88’ Pankotsch |

| Arbitro: | Basedow |

|                                                              |           |                     |
| Flohe 12’, 18’ Müller 14’, 37’ Overath 24’, 32’ van Gool 30’ | Marcatori | 63’ Bartel 88’ Lenz |

## Statistiche

### Statistiche di squadra
| Competizione      | Punti | In casa | In casa | In casa | In casa | In casa | In casa | In trasferta | In trasferta | In trasferta | In trasferta | In trasferta | In trasferta | Totale | Totale | Totale | Totale | Totale | Totale | DR  |
| Competizione      | Punti | G       | V       | N       | P       | Gf      | Gs      | G            | V            | N            | P            | Gf           | Gs           | G      | V      | N      | P      | Gf     | Gs     | DR  |
| ----------------- | ----- | ------- | ------- | ------- | ------- | ------- | ------- | ------------ | ------------ | ------------ | ------------ | ------------ | ------------ | ------ | ------ | ------ | ------ | ------ | ------ | --- |
| 2. Bundesliga     | 49    | 19      | 18      | 0       | 1       | 58      | 16      | 19           | 5            | 3            | 11           | 26           | 40           | 38     | 23     | 3      | 12     | 84     | 56     | +28 |
| Coppa di Germania | -     | 2       | 2       | 0       | 0       | 3       | 1       | 2            | 1            | 0            | 1            | 8            | 7            | 4      | 3      | 0      | 1      | 11     | 8      | +3  |
| Totale            | 49    | 21      | 20      | 0       | 1       | 61      | 17      | 21           | 6            | 3            | 12           | 34           | 47           | 42     | 26     | 3      | 13     | 95     | 64     | +31 |

### Andamento in campionato
| Giornata  | 1 | 2 | 3 | 4 | 5 | 6 | 7 | 8 | 9 | 10 | 11 | 12 | 13 | 14 | 15 | 16 | 17 | 18 | 19 | 20 | 21 | 22 | 23 | 24 | 25 | 26 | 27 | 28 | 29 | 30 | 31 | 32 | 33 | 34 | 35 | 36 | 37 | 38 |
| --------- | - | - | - | - | - | - | - | - | - | -- | -- | -- | -- | -- | -- | -- | -- | -- | -- | -- | -- | -- | -- | -- | -- | -- | -- | -- | -- | -- | -- | -- | -- | -- | -- | -- | -- | -- |
| Luogo     | T | C | T | C | T | C | T | C | T | C  | T  | C  | C  | T  | C  | T  | C  | T  | C  | C  | T  | C  | T  | C  | T  | C  | T  | C  | T  | C  | T  | T  | C  | T  | C  | T  | C  | T  |
| Risultato | V | V | P | V | V | V | N | V | P | V  | P  | V  | V  | P  | V  | P  | V  | N  | V  | V  | P  | V  | V  | V  | P  | V  | P  | V  | P  | V  | P  | P  | V  | V  | P  | N  | V  | V  |
| Posizione | 1 | 2 | 6 | 6 | 4 | 2 | 3 | 2 | 3 | 2  | 3  | 3  | 3  | 3  | 3  | 3  | 2  | 2  | 3  | 2  | 3  | 3  | 3  | 3  | 4  | 4  | 4  | 4  | 5  | 4  | 5  | 5  | 5  | 5  | 5  | 5  | 5  | 4  |

Legenda:

Luogo: C = Casa; T = Trasferta. Risultato: V = Vittoria; N = Pareggio; P = Sconfitta.

### Statistiche dei giocatori
| Giocatore      | 2. Bundesliga | 2. Bundesliga | 2. Bundesliga | 2. Bundesliga | Coppa di Germania | Coppa di Germania | Coppa di Germania | Coppa di Germania | Totale   | Totale | Totale      | Totale     |
| Giocatore      | Presenze      | Reti          | Ammonizioni   | Espulsioni    | Presenze          | Reti              | Ammonizioni       | Espulsioni        | Presenze | Reti   | Ammonizioni | Espulsioni |
| -------------- | ------------- | ------------- | ------------- | ------------- | ----------------- | ----------------- | ----------------- | ----------------- | -------- | ------ | ----------- | ---------- |
| D. Bartel      | 12            | 0             | 1             | 0             | 1                 | 1                 | 0                 | 0                 | 13       | 1      | 1           | 0          |
| J. Baylón      | 19            | 3             | 2             | 0             | 1                 | 0                 | 0                 | 0                 | 20       | 3      | 2           | 0          |
| P. Czernotzky  | 19            | 0             | 2             | 0             | 2                 | 0                 | 1                 | 0                 | 21       | 0      | 3           | 0          |
| B. Detterer    | 36            | 5             | 0             | 0             | 4                 | 1                 | 0                 | 0                 | 40       | 6      | 0           | 0          |
| H. Diener      | 32            | 20            | 3             | 2             | 4                 | 0                 | 1                 | 0                 | 36       | 20     | 4           | 2          |
| H. Ehrmantraut | 36            | 4             | 1             | 0             | 4                 | 1                 | 0                 | 0                 | 40       | 5      | 1           | 0          |
| G. Figlus      | 36            | 2             | 1             | 0             | 4                 | 0                 | 1                 | 0                 | 40       | 2      | 2           | 0          |
| F. Herrndorf   | 2             | 0             | 1             | 0             | 0                 | 0                 | 0                 | 0                 | 2        | 0      | 1           | 0          |
| H. Koch        | 12            | 0             | 1             | 0             | 0                 | 0                 | 0                 | 0                 | 12       | 0      | 1           | 0          |
| R. Koch        | 3             | 1             | 0             | 0             | 1                 | 0                 | 0                 | 0                 | 4        | 1      | 0           | 0          |
| S. Koch        | 2             | 0             | 0             | 0             | 0                 | 0                 | 0                 | 0                 | 2        | 0      | 0           | 0          |
| M. Lenz        | 34            | 23            | 2             | 0             | 4                 | 4                 | 1                 | 0                 | 38       | 27     | 3           | 0          |
| U. Leunissen   | 16            | 2             | 1             | 0             | 2                 | 0                 | 0                 | 0                 | 18       | 2      | 1           | 0          |
| A. Müller      | 38            | 1             | 6             | 0             | 4                 | 0                 | 0                 | 0                 | 42       | 1      | 6           | 0          |
| H. Ney         | 29            | 5             | 0             | 0             | 4                 | 0                 | 0                 | 0                 | 33       | 5      | 0           | 0          |
| G. Nicastro    | 35            | 5             | 2             | 0             | 3                 | 2                 | 1                 | 0                 | 38       | 7      | 3           | 0          |
| G. Pankotsch   | 20            | 6             | 0             | 0             | 3                 | 1                 | 0                 | 0                 | 23       | 7      | 0           | 0          |
| J. Petersen    | 34            | 2             | 3             | 0             | 4                 | 0                 | 1                 | 0                 | 38       | 2      | 4           | 0          |
| G. Quasten     | 36            | 0             | 0             | 0             | 4                 | 0                 | 1                 | 0                 | 40       | 0      | 1           | 0          |
| G. Schwickert  | 23            | 2             | 4             | 0             | 0                 | 0                 | 0                 | 0                 | 23       | 2      | 4           | 0          |
| K. Vogt        | 7             | 1             | 0             | 0             | 0                 | 0                 | 0                 | 0                 | 7        | 1      | 0           | 0          |
| R. Ziegler     | 6             | 0             | 0             | 0             | 1                 | 1                 | 0                 | 0                 | 7        | 1      | 0           | 0          |
| B. Đorđević    | 0             | 0             | 0             | 0             | 0                 | 0                 | 0                 | 0                 | 0        | 0      | 0           | 0          |